# 尹鐘佑
尹鐘佑（2000年6月12日—），是一名韓國男歌手，前藝名為Ze:U（韓語：제우），曾為男團Black level成員，2023年参加《BOYS PLANET》。現為ARMADA ENT旗下男團ONE PACT成員。

## 演艺生涯

### 2021-2022年：團體出道
2021年9月19日，Ze:U成为VT娱乐旗下即将出道的男子团体Black Level的成员。
2022年2月26日，以迷你专辑《New-Start》出道。
2022年11月29日，VT娱乐宣布Ze:U决定退团。

### 2022-2023年：個人活動
2022年12月29日，Ze:U成为Mnet男團選秀真人秀《BOYS PLANET》的参赛者。
2023年9月26日，經紀公司ARMADA ENT宣布尹鐘佑為旗下男團ONE PACT成員之一。

## 音乐作品

### 迷你专辑
- Black level時期：《New-Start》（2022）

## 创作作品
| Black Level | In My Heart、Infection、Drive、기다릴게 | New-Start | 作词 |

## 影視作品

### 綜藝節目
| 年份   | 播放日期       | 電視台 | 節目名稱    | 備註 |
| ------ | -------------- | ------ | ----------- | ---- |
| 2023年 | 2月2日-4月20日 | Mnet   | BOYS PLANET |      |

## 外部連結
- 尹鐘佑的Instagram帳戶
- Black level的Instagram帳戶
- Black level的X（前Twitter）
- YouTube上的Black level頻道